# زمین‌لرزه مه ۱۹۹۶ چین
زمین‌لرزه چین  در تاریخ ۳ مه ۱۹۹۶ میلادی، برابر با ‎۱۴ اردیبهشت ۱۳۷۵، ساعت ۳:۳۲:۴۷ به زمان یوتی‌سی در چین رخ داد. ژرفای این زلزله ۲۴٫۹ کیلومتر بود، و بزرگی آن ۶ در مقیاس Mw اعلام شده‌است. زمین‌لرزه به وقت محلی در روز جمعه، ساعت ۱۱ روی داده و منطقه زمانی آن یوتی‌سی +۸ بوده‌است .
سازمان زمین‌شناسی آمریکا نیز رومرکز این زمین‌لرزه را در مختصات ۴۰°۴۶′۲۶″شمالی ۱۰۹°۳۹′۴۰″شرقی / ۴۰٫۷۷۴°شمالی ۱۰۹٫۶۶۱°شرقی و ژرفای آنرا در ۲۶ کیلومتر گزارش کرده‌است. بزرگی برگزیدهٔ این سازمان از میان بزرگیهای محاسبه‌شدهٔ مختلف ۶ در مقیاس Mw بوده و از دید اثر، در میان چهار دسته‌بندی «نامحسوس»، «محسوس»، «زیان‌آور» یا «با تلفات»، زلزله را «با تلفات» اعلام کرده‌است.
پروژهٔ «تنسور گشتاور مرکزوار» زاویه‌های (راستا، شیب، ریک) گسل سازندهٔ زمین‌لرزه و صفحه عمود بر آنرا (°۳۰۸، °۷۵، °۱۲-) یا (°۴۲، °۷۸، °۱۶۵-) و نوع گسل را «امتدادلغز» فرارسانده‌است.
شمار کشتگان زلزله حدود ۲۶ نفر بوده‌است.تعداد زخمیان ۴۵۳ نفر برآورده شده‌است.